# Suvi-Anne Siimes
Pour les articles homonymes, voir Siimes.
Sini Maaria Suvi-Anne Siimes (née le 1er juin 1963 à Helsinki) est une ancienne femme politique finlandaise membre de l'Alliance de gauche,.

## Biographique
Avant d'entrer en politique, Suvi-Anne Siimes occupe de brefs postes d'enseignant à l'université d'Helsinki et à la Kauppakorkeakoulu. Elle envisage de travailler en tant qu'universitaire ou chercheuse en économie. Elle commence sa carrière politique en tant qu'élue locale dans la municipalité de Pohja, dans le sud de la Finlande. En 1995, elle devient vice-présidente de l'Alliance de gauche et, en 1998, présidente. Un an plus tard, elle est élue au Parlement finlandais pour la première fois. En 1998-1999, elle est ministre de la Culture dans le gouvernement Lipponen I puis ministre déléguée au ministère des Finances et ministre de la Coopération au développement dans le gouvernement Lipponen II de 1999 à 2003.
En 2006, elle démissionne de la présidence du parti parce qu'elle n'est pas d'accord avec la ligne de conduite du parti consistant à donner aux anciens « Taistoans », des partisans orthodoxes de la ligne dure pro-soviétique de l'ancien SKDL, la possibilité de figurer sur les listes électorales de l'Alliance de gauche. Elle reste ensuite membre du Parlement finlandais jusqu'en 2007, mais se retire ensuite de la politique car, selon elle, l'Alliance de gauche n'a pas réussi à se transformer en un parti de gauche européen moderne.
Lors des élections européennes de 2009, elle soutient Risto Penttilä, candidat du Parti de la coalition nationale.